# Alfredo de Boer
Alfredo de Boer (Rio Grande, 13 de abril de 1917 — , ) foi um remador brasileiro.
Competia pelo Grêmio Náutico União no oito com, equipe campeã brasileira e sul-americana de 1935, e pelo Clube de Regatas Almirante Barroso, no quatro com.
Participou dos Jogos Olímpicos de Verão de 1936 em Berlim, no barco oito com, junto com Arno Franzen, Lauro Franzen, Nilo Franzen, Ernesto Sauter, Frederico Tadewald, Henrique Kranen Filho, Máximo Fava e Rodolph Rath (timoneiro).